# John Eliot (missionnaire)
Pour les articles homonymes, voir John Eliot.
John Eliot (baptisé le 5 août 1604 - 21 mai 1690) est un missionnaire puritain né à Widford dans le Hertfordshire, en Angleterre. Il fréquente le Jesus College à Cambridge. Il arrive à Boston le 3 novembre 1631, à bord du bateau le Lyon, et officie à la Première Église de Roxbury. Il prend part à l'excommunication et à l'exil d'Anne Hutchinson.
John Eliot entreprend d'évangéliser les Amérindiens à partir de 1641. Il apprend leur dialecte et commence à prêcher. Il regroupe les convertis dans des villages de prière et traduit la Bible en mohican et en algonquin ; il fonde des écoles, parmi lesquelles un collège indien au sein d'Harvard, il forme des instituteurs indigènes. Mais ses efforts sont vite ruinés par les luttes entre colons et Indiens, et du vivant même d'Eliot, il ne reste plus un seul Mohican pour lire la Bible traduite. Au total, John Eliot avait converti environ 4000 Indiens.